# Hibbertia ebracteata
Hibbertia ebracteata är en tvåhjärtbladig växtart som beskrevs av Louis Édouard Bureau och Guillaumin, Guillaumin. Hibbertia ebracteata ingår i släktet Hibbertia och familjen Dilleniaceae. Inga underarter finns listade i Catalogue of Life.